# Rally RACE de España de 1976
El Rally RACE de España de 1976, oficialmente 24.º RACE Rally de España, fue la vigésimo cuarta edición, la trigésimo tercera ronda de la temporada 1976 del Campeonato de Europa y la decimosexta de la temporada 1976 del Campeonato de España de Rally. Se celebró del 22 al 24 de octubre y contó con un itinerario de 34 tramos cronometrados.

## Clasificación final
| Pos. | Piloto             | Copiloto            | Automóvil                | Tiempo  | Diferencia |
| ---- | ------------------ | ------------------- | ------------------------ | ------- | ---------- |
| 1.   | Jorge de Bagration | Manuel Barbeito     | Lancia Stratos HF        | 3:25:43 | 0.0        |
| 2.   | Bernard Daniche    | Alain Mahé          | Lancia Stratos HF        | 3:28:29 | +2:46      |
| 3.   | Antonio Zanini     | Juan José Petisco   | SEAT 1430-1800           | 3:37:24 | +11:41     |
| 4.   | Fernando Lezama    | Juan Manuel Abans   | Ford Escort RS 1800 MKII | 3:38:02 | +12:19     |
| 5.   | Salvador Cañellas  | Faniel Ferrater     | SEAT 1430-1800           | 3:41:12 | +15:29     |
| 6.   | Pedro Bonet        | Joan Arnella        | Ford Escort RS 1800 MKII | 3:44:23 | +18:40     |
| 7.   | I. Arroitia        | Juan Carlos Pradera | Opel Kadett GT/E         | 3:53:06 | +27:23     |
| 8.   | Genito Ortiz       | María Jesús Cabal   | Simca 1200               | 3:54:00 | +28:17     |
| 9.   | Carlos Torres      | Pina de Morais      | Mazda RX-3               | 4:03:07 | +37:24     |
| 10.  | José Luis Echave   | L. M. Uriarte       | Simca 1200               | 4:04:16 | +38:33     |